# Moschea nazionale di Abuja
La moschea nazionale di Abuja (in inglese: Abuja National Mosque), o moschea nazionale nigeriana, è una moschea di Abuja, capitale della Nigeria. L'imam è Ustaz Musa Mohammed.

## Storia e descrizione
La storia della moschea iniziò negli anni ottanta, quando fu deciso lo spostamento della capitale nigeriana da Lagos ad Abuja. Nel 1981 un gruppo di prominenti musulmani locali decise di richiedere la costruzione di una grande moschea nazionale e di contribuire con donazioni al progetto. I lavori di costruzione furono affidati alla AIM Consultants Ltd e si conclusero nel 1984. I quattro minareti sono alti circa 120 metri, mentre la grande cupola centrale misura 60 metri. L'edificio include una biblioteca ed una sala conferenze. L'ingegnere è l'italiano Guido Franz.
Il complesso comprende anche un centro congressi in grado di servire cinquecento persone, l'ufficio del Centro islamico e le strutture residenziali per imam e muezzin. La moschea si trova sull'Independence Avenue, di fronte alla Chiesa nazionale della Nigeria.
La moschea nazionale di Abuja è la moschea più grande di tutta l'Africa.